# František Houdek
František Houdek (17. dubna 1847 Hracholusky u Netolic – 25. června 1917 Bubeneč) byl český matematik a fyzik, středoškolský profesor, podnikatel a spolkový činitel. Roku 1884 se stal spoluzakladatelem a prvním předsedou spolku Národní jednota pošumavská, vznikající k posílení českého kulturního vlivu v národnostně smíšených oblastech jižních a západních Čech. Vedle pedagogické činnosti též spoluvlastnil firmu Houdek a Hervert vyrábějící fyzikální přístroje.

## Život

### Mládí a pedagogická dráha
Narodil se v Hracholuskách nedaleko u Netolic v jižních Čechách. Vystudoval gymnázium v Českých Budějovicích a v Praze, v letech 1867–1871 vystudoval matematiku a fyziku na Filozofické fakultě Karlo-Ferdinandovy univerzity v Praze. Roku 1873 složil učitelské zkoušky, roku 1874 získal doktorát na své alma mater. Po řadu let působil ve svých oborech jako profesor na Malostranském gymnáziu v Praze, posléze na dalších středních školách. Působil v letech 1873–75 jako vydavatel a redaktor Věstníku Jednoty českých mathematiků, přispíval také do Časopisu pro pěstování mathematiky a fysiky. Rovněž vykonával v letech 1868–1877 funkci jednatele, posléze pak ředitele Jednoty českých matematiků a fyziků.

### Národní jednota pošumavská
Spolu se svými dvěma kolegy z Malostranského gymnázia, Antonína Deckera a biologa Františka Nekuta, rovněž pocházejícími z jižních Čech, inicioval roku 1884 vznik spolku Národní jednota pošumavská, který si dal za cíl formou spolkového života, zakládáním českých škol a knihoven, apod., podporovat česky mluvící obyvatelstvo především v česko-německých příhraničních oblastech pohoří Šumavy, Českého lesa a Novohradských hor. Svým vznikem bezprostředně reagoval na nedávné založení německého spolku Deutscher Böhmerwaldbund s obdobným národnostním programem.
Spolek byl založen na valné hromadě konané 21. března v Měšťanské besedě v Praze: předsedou se stal František Houdek, tajemníkem František Nekut, jednatelem JUDr. Fiedler. NJP byla prvním z následně vzniklých tzv. českých obranných spolků, fungujících s podobným účelem i na dalších místech českých zemí. Fungoval především v rámci stovek založených lokálních buněk v městech a obcích.

### Další činnost
Věnoval se též podnikání: roku 1874 zakoupil spolu s Josefem Hervertem, asistentem fyziky na pražské polytechnice, závod na výrobu fyzikálních přístrojů, kterou v pozdějších letech vedl samostatně. Roku 1895 zanechal pedagogického působení. V letech 1893-1909 působil jako cenzor v Živnostenské bance, zasedal také v obecním zastupitelstvu Bubenče, kde s rodinou ke konci života také žil.

### Úmrtí
František Houdek zemřel 25. června 1917 v Bubenči. Pohřben byl na Bubenečském hřbitově.

## Dílo
- Dějepis Jednoty českých mathematiků (1872)